# Josh Lucas
Josh Lucas (* 20. června 1971 Little Rock, Arkansas, USA) je americký herec. Narodil se do lékařské rodiny, jeho otec byl lékař a matka zdravotní sestra. Svou kariéru zahájil počátkem devadesátých let, kdy nejprve hrál v několika televizních seriálech (například Sněžná řeka: Sága rodu McGregorů) a později přešel k filmům (Zhubni!). Roku 2000 hrál Craiga McDermotta ve filmu Americké psycho. Mezi jeho další filmy patří Čistá duše (2001), Vysloužilí lvi (2003), Cesta za vítězstvím a Poseidon (oba 2006).